# Andrei Dukov
Andrei Dukov (Izmaíl, URSS, 22 de diciembre de 1987) es un deportista rumano de origen ucraniano que compitió en lucha libre. Ganó dos medallas en el Campeonato Europeo de Lucha, plata en 2017 y bronce en 2016.

## Palmarés internacional
| Campeonato Europeo | Campeonato Europeo | Campeonato Europeo | Campeonato Europeo |
| Año                | Lugar              | Medalla            | Categoría          |
| ------------------ | ------------------ | ------------------ | ------------------ |
| 2016               | Riga (Letonia)     | Medalla de bronce  | 57 kg              |
| 2017               | Novi Sad (Serbia)  | Medalla de plata   | 57 kg              |